# Cerkiew św. Jerzego w Biłgoraju
Cerkiew pod wezwaniem św. Jerzego – prawosławna cerkiew parafialna w Biłgoraju. Należy do dekanatu Zamość diecezji lubelsko-chełmskiej Polskiego Autokefalicznego Kościoła Prawosławnego.
Zlokalizowana przy ulicy Tarnogrodzkiej. Jest to nowoczesna świątynia, zaprojektowana przez Mirosława Załuskiego, budowana od 2008 na planie krzyża greckiego. Posiada jedną kopułę. Wewnątrz znajduje się współczesny kamienny ikonostas.
W 2011 r. cerkiew otrzymała dzwony, odlane w Grecji. Od listopada 2014 do kwietnia 2015 zostały rozpisane freski wewnątrz cerkwi; prace wykonali ikonografowie z Doniecka. 8 marca 2015 po raz pierwszy sprawowano w cerkwi Boską Liturgię.
4 listopada 2018 r. cerkiew została poświęcona. Uroczystości przewodniczył metropolita warszawski i całej Polski Sawa, w asyście arcybiskupów: lubelskiego i chełmskiego Abla oraz przemyskiego i gorlickiego Paisjusza.